# لیگ ملت‌های کونکاکاف ۲۰–۲۰۱۹
لیگ ملت‌های کونکاکاف ۲۰–۲۰۱۹ اولین دوره مسابقات لیگ ملت‌های کونکاکاف است. این دوره از سپتامبر ۲۰۱۹ شروع شد و طبق برنامه‌ریزی‌ها مسابقه فینال این دوره قرار بود در ژوئن ۲۰۲۰ برگزار شود اما به خاطر همه‌گیری جهانی ویروس کووید ۱۹ این مسابقات به سال بعد موکول شد.

## تاریخچه و شکل برگزاری
پیشنهاد برگزاری این تورنمنت ابتدا به‌طور رسمی در کنگره عمومی کونکاکاف در اورنجستاد، آروبا در ۸ آوریل ۲۰۱۴ مورد بررسی قرار گرفت و در ۱۶ نوامبر ۲۰۱۷ توسط کونکاکاف تأیید شد. ویکتور مونتاگلیان، رئیس کونکاکاف اظهار داشت که هدف از این مسابقه داشتن برنامه منظم برای مسابقات بین‌المللی بین تیم‌های ملی کونکاکاف است، و با اشاره به اینکه برخی از تیم‌های در یک دوره چهار ساله کمتر از ۱۰ بازی انجام می‌دهند بیان کرد که برای کمک به توسعه فوتبال در کشورهایی که سطح پایین‌تری دارند به بازی‌های رقابتی تر نیاز داریم و این مسابقات می‌تواند این خلأ را جبران کند. کونکاکاف در نوامبر ۲۰۱۷ خبر برگزاری این مسابقات را رسماً اعلام کرد و مسابقات مقدماتی جهت تعیین سطح هر تیم از سپتامبر ۲۰۱۸ تا مارس ۲۰۱۹ برگزار شد و تیم‌ها در سه لیگ A B C تقسیم‌بندی شدند. با برگزاری مسابقه افتتاحیه در سپتامبر ۲۰۱۹ اولین دوره این مسابقات رسماً آغاز شد.
این مسابقات به سه لیگ A , B و C تقسیم می‌شود. هر لیگ به چهار گروه تقسیم می‌شود، که بر اساس موقعیت نهایی در گروه‌ها، صعود و سقوط بین لیگ‌ها وجود دارد. ۴ تیم اول در ۴ گروه لیگ A برای کسب عنوان قهرمانی به مرحلهٔ نیمه نهایی صعود می‌کنند. و تیم‌های اول در گروه‌های لیگ B و C به لیگ بالاتر صعود می‌کنند. در لیگ‌های A و B، چهار تیم آخر گروه‌ها به لیگ پایین‌تر سقوط می‌کنند. در این مسابقات همچنین مشخص خواهد شد که کدام تیم‌های ملی جواز حضور در دوره بعدی جام طلایی کونکاکاف را کسب می‌کنند.
۴ تیم صعود کرده به نیمه نهایی دو به دو با هم مسابقه می‌دهند و دو تیم برنده هر بازی، به فینال مسابقات صعود می‌کند.

## شرکت کنندگان
تمام ۴۱ عضو کونکاکاف در این مسابقه شرکت کردند. شش نمایندهٔ کونکاکاف که در مسابقات جام جهانی ۲۰۱۸ فیفا شرکت کردند، به‌طور خودکار وارد لیگ A شدند. از ۳۵ تیم باقیمانده، ۳۴ تیم وارد مرحله مقدماتی شدند تا مشخص شود در کدام لیگ را قرار می‌گیرند. گواتمالا در اکتبر ۲۰۱۸ توسط فیفا به حالت تعلیق درآمد و بنابراین گواتمالا پس از از دست دادن مهلت مقرر در ۱ مارس ۲۰۱۸ صلاحیت ورود به مرحله مقدماتی را نداشت اما چون تعلیق توسط فیفا در ماه مه ۲۰۱۸ برداشته شد. آنها به‌طور خودکار در پایین‌ترین سطح مسابقات یعنی لیگ C گروه‌بندی شدند.
| راهنمای رنگ‌ها                                                           |
| ----------------------------------------------------------------------- |
| تیم‌هایی که به خاطر حضور در جام جهانی ۲۰۱۸ مستقیماً در لیگ A قرار گرفتند. |
| تیم‌هایی که برای تعیین سطح در مرحلهٔ مقدماتی قرار گرفتند.                 |
| تیم‌هایی که به دلیل تعلیق از سوی فیفا به‌طور مستقیم در لیگ C قرار گرفتند. |

| رتبه‌بندی | تیم                 | امتیاز |
| -------- | ------------------- | ------ |
| ۱        | مکزیک               | ۲۰۴۸   |
| ۲        | ایالات متحده آمریکا | ۱۸۵۳   |
| ۳        | کاستاریکا           | ۱۸۴۵   |
| ۴        | پاناما              | ۱۷۰۰   |
| ۵        | هندوراس             | ۱۶۶۹   |
| ۶        | جامائیکا            | ۱۵۱۶   |
| ۷        | کانادا              | ۱۴۴۸   |
| ۸        | گواتمالا            | ۱۴۱۷   |
| ۹        | هائیتی              | ۱۳۴۸   |
| ۱۰       | السالوادور          | ۱۳۴۷   |
| ۱۱       | ترینیداد و توباگو   | ۱۳۳۹   |
| ۱۲       | مارتینیک            | ۱۲۷۱   |
| ۱۳       | کوبا                | ۱۱۴۶   |
| ۱۴       | گویان فرانسه        | ۱۱۰۸   |
| ۱۵       | جزیره گوادلوپ       | ۱۰۸۹   |
| ۱۶       | نیکاراگوئه          | ۱۰۳۲   |
| ۱۷       | سنت کیتس و نویس     | ۱۰۲۳   |
| ۱۸       | کوراسائو            | ۱۰۱۸   |
| ۱۹       | سورینام             | ۹۹۱    |
| ۲۰       | آنتیگوآ و باربودا   | ۹۴۶    |
| ۲۱       | دومینیکن            | ۹۲۵    |

| رتبه‌بندی | تیم                       | امتیاز |
| -------- | ------------------------- | ------ |
| ۲۲       | برمودا                    | ۹۲۴    |
| ۲۳       | گویان                     | ۹۱۴    |
| ۲۴       | بلیز                      | ۸۵۳    |
| ۲۵       | بونیر                     | ۷۹۹    |
| ۲۶       | گرنادا                    | ۷۹۵    |
| ۲۷       | سنت وینسنت و گرنادین‌ها    | ۷۹۳    |
| ۲۸       | سنت لوسیا                 | ۷۷۳    |
| ۲۹       | باربادوس                  | ۷۳۱    |
| ۳۰       | پورتوریکو                 | ۶۹۳    |
| ۳۱       | باهاما                    | ۶۲۷    |
| ۳۲       | دومینیکا                  | ۵۶۳    |
| ۳۳       | آروبا                     | ۵۵۹    |
| ۳۴       | جزایر کیمن                | ۵۴۳    |
| ۳۵       | جزایر تورکس و کایکوس      | ۴۸۳    |
| ۳۶       | مونتسرات                  | ۴۳۵    |
| ۳۷       | جزایر ویرجین ایالات متحده | ۴۰۱    |
| ۳۸       | سن مارتن                  | ۳۵۲    |
| ۳۹       | سنت مارتن                 | ۳۳۶    |
| ۴۰       | آنگویلا                   | ۲۶۹    |
| ۴۱       | جزایر ویرجین انگلستان     | ۲۶۱    |

Notes
1. ↑  فدراسیون گواتمالا در سال ۲۰۱۶ توسط فیفا به حالت تعلیق درآمد اما این تعلیق در سال ۲۰۱۸ برداشته شد.
2. 1 2 3  این کشور عضو کونکاکاف است اما عضو فیفا نیست

## مرحله مقدماتی (تعیین سطح)
قرعه کشی مسابقات مقدماتی در ۷ مارس ۲۰۱۸ مستقیماً پس از اعلام راه اندازی لیگ ملت‌های کونکاکاف برگزار شد.
۳۴ تیم براساس موقعیت خود در فهرست رتبه‌بندی کونکاکاف در ماه مارس ۲۰۱۸ در چهار سید قرار گرفتند. تیم‌ها در ۶ گروه ۴ تیمی و ۲ گروه ۵ تیمی تقسیم‌بندی شدند و مقرر شد برای برقراری عدالت در پایان مسابقات نتایج دو تیم آخر گروه‌های ۵ تیمه حذف شود. سپس در پایان دور مقدماتی تیم‌ها در جدولی کلی رتبه‌بندی شدند و تیم‌ها در سه سطح A B C تقسیم شدند. علاوه بر این، ده تیم برتر برای پیوستن به شش تیم قبلی برای حضور در جام طلایی کونکاکاف ۲۰۱۹ سهمیه گرفتند.
| رتبه | تیم                       | بازی | برد | مساوی | باخت | گل زده | گل خورده | گل تفاضل | امتیاز | صلاحیت                                                                    |
| ---- | ------------------------- | ---- | --- | ----- | ---- | ------ | -------- | -------- | ------ | ------------------------------------------------------------------------- |
| ۱    | هائیتی                    | ۴    | ۴   | ۰     | ۰    | ۱۹     | ۲        | ۱۷+      | ۱۲     | تیم های راه یافته به سطح A لیگ ملت های کونکاکاف و جام طلایی کونکاکاف ۲۰۱۹ |
| ۲    | کانادا                    | ۴    | ۴   | ۰     | ۰    | ۱۸     | ۱        | ۱۷+      | ۱۲     | تیم های راه یافته به سطح A لیگ ملت های کونکاکاف و جام طلایی کونکاکاف ۲۰۱۹ |
| ۳    | مارتینیک                  | ۴    | ۴   | ۰     | ۰    | ۱۰     | ۲        | ۸+       | ۱۲     | تیم های راه یافته به سطح A لیگ ملت های کونکاکاف و جام طلایی کونکاکاف ۲۰۱۹ |
| ۴    | کوراسائو                  | ۴    | ۳   | ۰     | ۱    | ۲۲     | ۲        | ۲۰+      | ۹      | تیم های راه یافته به سطح A لیگ ملت های کونکاکاف و جام طلایی کونکاکاف ۲۰۱۹ |
| ۵    | برمودا                    | ۴    | ۳   | ۰     | ۱    | ۱۷     | ۴        | ۱۳+      | ۹      | تیم های راه یافته به سطح A لیگ ملت های کونکاکاف و جام طلایی کونکاکاف ۲۰۱۹ |
| ۶    | کوبا                      | ۴    | ۳   | ۰     | ۱    | ۱۵     | ۲        | ۱۳+      | ۹      | تیم های راه یافته به سطح A لیگ ملت های کونکاکاف و جام طلایی کونکاکاف ۲۰۱۹ |
| ۷    | گویان                     | ۴    | ۳   | ۰     | ۱    | ۱۴     | ۳        | ۱۱+      | ۹      | تیم های راه یافته به سطح B لیگ ملت های کونکاکاف و جام طلایی کونکاکاف ۲۰۱۹ |
| ۸    | جامائیکا                  | ۴    | ۳   | ۰     | ۱    | ۱۲     | ۳        | ۹+       | ۹      | تیم های راه یافته به سطح B لیگ ملت های کونکاکاف و جام طلایی کونکاکاف ۲۰۱۹ |
| ۹    | نیکاراگوئه                | ۴    | ۳   | ۰     | ۱    | ۹      | ۲        | ۷+       | ۹      | تیم های راه یافته به سطح B لیگ ملت های کونکاکاف و جام طلایی کونکاکاف ۲۰۱۹ |
| ۱۰   | السالوادور                | ۴    | ۳   | ۰     | ۱    | ۷      | ۲        | ۵+       | ۹      | تیم های راه یافته به سطح B لیگ ملت های کونکاکاف و جام طلایی کونکاکاف ۲۰۱۹ |
| ۱۱   | مونتسرات                  | ۴    | ۳   | ۰     | ۱    | ۶      | ۳        | ۳+       | ۹      | تیم های راه یافته به سطح B لیگ ملت های کونکاکاف ۲۰۱۹-۲۰                   |
| ۱۲   | سورینام                   | ۴    | ۲   | ۱     | ۱    | ۸      | ۲        | ۶+       | ۷      | تیم های راه یافته به سطح B لیگ ملت های کونکاکاف ۲۰۱۹-۲۰                   |
| ۱۳   | سنت لوسیا                 | ۴    | ۲   | ۱     | ۱    | ۷      | ۴        | ۳+       | ۷      | تیم های راه یافته به سطح B لیگ ملت های کونکاکاف ۲۰۱۹-۲۰                   |
| ۱۴   | دومینیکا                  | ۴    | ۲   | ۱     | ۱    | ۶      | ۵        | ۱+       | ۷      | تیم های راه یافته به سطح B لیگ ملت های کونکاکاف ۲۰۱۹-۲۰                   |
| ۱۵   | سنت کیتس و نویس           | ۴    | ۲   | ۰     | ۲    | ۱۱     | ۳        | ۸+       | ۶      | تیم های راه یافته به سطح B لیگ ملت های کونکاکاف ۲۰۱۹-۲۰                   |
| ۱۶   | دومینیکن                  | ۴    | ۲   | ۰     | ۲    | ۹      | ۴        | ۵+       | ۶      | تیم های راه یافته به سطح B لیگ ملت های کونکاکاف ۲۰۱۹-۲۰                   |
| ۱۷   | بلیز                      | ۴    | ۲   | ۰     | ۲    | ۶      | ۳        | ۳+       | ۶      | تیم های راه یافته به سطح B لیگ ملت های کونکاکاف ۲۰۱۹-۲۰                   |
| ۱۸   | آنتیگوآ و باربودا         | ۴    | ۲   | ۰     | ۲    | ۱۰     | ۸        | ۲+       | ۶      | تیم های راه یافته به سطح B لیگ ملت های کونکاکاف ۲۰۱۹-۲۰                   |
| ۱۹   | گویان فرانسه              | ۴    | ۲   | ۰     | ۲    | ۸      | ۶        | ۲+       | ۶      | تیم های راه یافته به سطح B لیگ ملت های کونکاکاف ۲۰۱۹-۲۰                   |
| ۲۰   | سنت وینسنت و گرنادین‌ها    | ۴    | ۲   | ۰     | ۲    | ۵      | ۶        | ۱−       | ۶      | تیم های راه یافته به سطح B لیگ ملت های کونکاکاف ۲۰۱۹-۲۰                   |
| ۲۱   | گرنادا                    | ۴    | ۲   | ۰     | ۲    | ۷      | ۱۴       | ۷−       | ۶      | تیم های راه یافته به سطح B لیگ ملت های کونکاکاف ۲۰۱۹-۲۰                   |
| ۲۲   | آروبا                     | ۴    | ۱   | ۱     | ۲    | ۵      | ۶        | ۱−       | ۴      | تیم های راه یافته به سطح B لیگ ملت های کونکاکاف ۲۰۱۹-۲۰                   |
| ۲۳   | جزیره گوادلوپ             | ۴    | ۱   | ۱     | ۲    | ۳      | ۷        | ۴−       | ۴      | تیم های راه یافته به لیگ C لیگ ملت های کونکاکاف                           |
| ۲۴   | جزایر تورکس و کایکوس      | ۴    | ۱   | ۱     | ۲    | ۵      | ۲۳       | ۱۸−      | ۴      | تیم های راه یافته به لیگ C لیگ ملت های کونکاکاف                           |
| ۲۵   | باربادوس                  | ۴    | ۱   | ۰     | ۳    | ۳      | ۷        | ۴−       | ۳      | تیم های راه یافته به لیگ C لیگ ملت های کونکاکاف                           |
| ۲۶   | بونیر                     | ۴    | ۱   | ۰     | ۳    | ۳      | ۱۴       | ۱۱−      | ۳      | تیم های راه یافته به لیگ C لیگ ملت های کونکاکاف                           |
| ۲۷   | جزایر ویرجین ایالات متحده | ۴    | ۱   | ۰     | ۳    | ۳      | ۱۶       | ۱۳−      | ۳      | تیم های راه یافته به لیگ C لیگ ملت های کونکاکاف                           |
| ۲۸   | سنت مارتن                 | ۴    | ۱   | ۰     | ۳    | ۴      | ۳۰       | ۲۶−      | ۳      | تیم های راه یافته به لیگ C لیگ ملت های کونکاکاف                           |
| ۲۹   | جزایر کیمن                | ۴    | ۰   | ۱     | ۳    | ۱      | ۹        | ۸−       | ۱      | تیم های راه یافته به لیگ C لیگ ملت های کونکاکاف                           |
| ۳۰   | جزایر ویرجین انگلستان     | ۴    | ۰   | ۱     | ۳    | ۳      | ۱۳       | ۱۰−      | ۱      | تیم های راه یافته به لیگ C لیگ ملت های کونکاکاف                           |
| ۳۱   | آنگویلا                   | ۴    | ۰   | ۱     | ۳    | ۱      | ۱۵       | ۱۴−      | ۱      | تیم های راه یافته به لیگ C لیگ ملت های کونکاکاف                           |
| ۳۲   | باهاما                    | ۴    | ۰   | ۱     | ۳    | ۱      | ۱۵       | ۱۴−      | ۱      | تیم های راه یافته به لیگ C لیگ ملت های کونکاکاف                           |
| ۳۳   | پورتوریکو                 | ۴    | ۰   | ۰     | ۴    | ۰      | ۵        | ۵−       | ۰      | تیم های راه یافته به لیگ C لیگ ملت های کونکاکاف                           |
| ۳۴   | سن مارتن                  | ۴    | ۰   | ۰     | ۴    | ۵      | ۲۲       | ۱۷−      | ۰      | تیم های راه یافته به لیگ C لیگ ملت های کونکاکاف                           |

1. 1 2  Away goals: Anguilla 1, Bahamas 0.

## لیگ سطح A
در پایان رقابت‌های این لیگ چهار تیم آمریکا، مکزیک، هندوراس و کاستاریکا با صدر نشینی در گروه، به مرحلهٔ نیمه نهایی رسیدند.

## نیمه نهایی
در مرحلهٔ نیمه نهایی طبق جدول نهایی رده‌بندی مرحلهٔ گروهی آمریکا با هندوراس و مکزیک با کاستاریکا رو به رو شدند.

### هندوراسوآمریکا
| هندوراس | ۱–۰   | ایالات متحده آمریکا |
| ------- | ----- | ------------------- |
|         | گزارش | - جردن سیبتچو ۸۹'   |

| Honduras | United States |

### مکزیکباکاستاریکا
| مکزیک                                                      | ۰–۰   | کاستاریکا                                        |
| ---------------------------------------------------------- | ----- | ------------------------------------------------ |
|                                                            | گزارش |                                                  |
| ضربات پنالتی                                               |       |                                                  |
| - اوریال آنتونا - لوزانو - پیندا - پولیدو - رومو - گایاردو | ۵–۴   | - ونگاس - دوارت - آلفارو - لاسیتر - کالوو - کروز |

| Mexico | Costa Rica |

## فینال
آمریکا و مکزیک با شکست رقبا به فینال اولین دوره لیگ ملت‌های کونکاکاف رسیدند.

### مکزیکوآمریکا
| مکزیک                   | ۳-۲ | ایالات متحده آمریکا                   |
| ----------------------- | --- | ------------------------------------- |
| - کورونا ۲' · لاینز ۷۹' |     | - رینا ۲۷' · مک‌کنی ۸۲' · پولیشیچ ۱۱۴' |

## قهرمان
| قهرمان لیگ ملت های کونکاکاف ۲۰۱۹-۲۰ |
| ----------------------------------- |
| ایالات متحده آمریکا                 |
| اولین قهرمانی                       |

## لیگ سطح B و C
برای خواندن مقاله راجع به این دو سطح از لیگ ملت‌های کونکاکاف به مقالات اصلی آن لیگ B و لیگ C مراجعه کنید.